# 문응성
문응성(文應星, ? ~ ?)은 조선 중기의 무신이다. 본관은 남평이다.

## 생애
생몰년은 미상이다. 강성군 문익점의 후손으로, 경주부 흑림촌 출신이다. 임진왜란이 발발해 왜적이 쳐들어오자, 향교의 대성전과 동무와 서무의 위패를 안강 자옥산 속으로 숨겨 임시로 보관하고 모셨다. 긴박한 중에 성현을 섬긴 공로가 인정되어 전란이 평정된 이후 특별히 참봉에 제수되었다. 후에 관계는 어모장군에 이르렀다.

## 참고 문헌
- 《경상도지》(慶尙道誌), 《동경잡기》(東京雜記).